# Lúcio Emílio Mamercino (tribuno consular em 391 a.C.)
Lúcio Emílio Mamercino (em latim: Lucius Aemilius Mamercinus) foi um político da gente Emília nos primeiros anos da República Romana eleito tribuno consular por cinco vezes, em 391, 389, 387, 383 e 382 a.C.. É possível que seja o mesmo Lúcio Emílio Mamercino que foi tribuno consular em 380 a.C..

## Primeiro tribunato consular (391 a.C.)
Lúcio Emílio foi eleito tribuno consular pela primeira vez em 391 a.C. com Caio Emílio Mamercino, Lúcio Lucrécio Tricipitino Flavo, Sérvio Sulpício Camerino, Agripa Fúrio Fuso e Lúcio Fúrio Medulino. Lívio nomeia como tribuno para este ano um Mânlio Emílio e, para os anos seguintes, um Lúcio Emílio.
A Lúcio Lucrécio e a Caio Emílio coube a campanha contra os volsínios e a Agripa Fúrio e a Sérvio Sulpício, a contra os sapienatos, interrompida por causa da epidemia que se abateu sobre Roma.
Os romanos conseguiram vencer facilmente os volsínios durante a primeira e única batalha campal da campanha e começaram a arrasar o território inimigo, ao fim da qual os volsínios obtiveram uma trégua de vinte anos em troca do quanto fora roubado dos romanos no ano anterior e o pagamento do valor devido aos soldados romanos para o ano corrente. Os sapienatos, depois de saberem da rendição de seus aliados, se retiraram, deixando seu próprio território indefeso aos raides romanos.
Foi durante este tribunato que Marco Fúrio Camilo foi acusado pelo tribuno da plebe Lúcio Apuleio de ter distribuído de modo injusto o butim conseguido depois da captura de Veios, decidiu se exilar voluntariamente em Ardea.
No entanto, os galos sênones (em latim: galli senoni), liderados por Breno, cercaram Clúsio, que enviou embaixadores à Roma para pedir ajuda.

## Segundo tribunato consular (389 a.C.)
Em 389 a.C., foi eleito novamente, desta vez com Lúcio Vergínio Tricosto, Públio Cornélio, Aulo Mânlio Capitolino, Lúcio Valério Publícola e Lúcio Postúmio Albino Regilense. 
Durante seu mandato, os romanos, liderados por Marco Fúrio Camilo, nomeado ditador pela terceira vez, derrotou os volscos, que se renderam depois de setenta anos de guerra, os équos e os etruscos, que estavam cercando a cidade aliada de Sutri. Lúcio Emílio Fúrio Camilo ficou no comando de um contingente de soldados estacionados em Veios para enfrentar um eventual ataque etrusco enquanto o ditador conduzia a campanha. Aulo Mânlio ficou responsável pelo comando da defesa de Roma.

## Terceiro tribunato consular (387 a.C.)
Dois anos depois, foi novamente eleito, com Lúcio Papírio Cursor, Lúcio Valério Publícola, Cneu Sérgio Fidenato Cosso e Licínio Menênio Lanato.
Os tribunos da plebe responderam à questão do assentamento do Pântano Pontino, tomado dos volscos, e criaram quatro novas tribus, Stellatina, Tromentina, Sabatina e Arniense, elevando o número total de tribos a vinte e cinco.

## Quarto tribunato consular (383 a.C.)
Em 383 a.C., foi eleito pela quarta vez, com Sérvio Sulpício Rufo, Lúcio Valério Publícola, Aulo Mânlio Capitolino, Lúcio Lucrécio Tricipitino Flavo e Marco Trebônio.
Em Roma chegaram diversas notícias de revoltas, dos sobreviventes volscos, dos prenestinos, outra entre os habitantes de Lanúvio, contra os quais foi declarada a guerra, mas que não pôde ser travada naquele ano por conta de mais uma epidemia e da fome resultante que se abateu sobre Roma.

## Quinto tribunato consular (382 a.C.)
Em 382 a.C, foi eleito com Espúrio Papírio Crasso, Lúcio Papírio Crasso, Sérvio Cornélio Maluginense, Quinto Servílio Fidenato e Caio Sulpício Camerino.
Lúcio e Espúrio Papírio comandaram as legiões romanas que derrotaram os habitantes de Velécia e o contingente prenestino aliado enquanto Lúcio Emílio e os demais tribunos receberam o comando das forças deixadas em Roma para a defesa da cidade.

## Sexto tribunato consular (380 a.C.)?
Se for a mesma pessoa, em 380 a.C., foi eleito, segundo os Fastos Capitolinos, com Caio Sulpício Pético, Sérvio Cornélio Maluginense, Lúcio Valério Publícola, Cneu Sérgio Fidenato Cosso, Licínio Menênio Lanato, Tibério Papírio Crasso, Lúcio Papírio Crasso (ou Mugilano) e Públio Valério Potito Publícola. Lívio nomeia seis cônsules para o ano: Lúcio e Públio Valério, o primeiro pela quinta vez e o segundo, pela terceira, Caio Sérgio, pela terceira vez, Licínio Menênio, pela segunda vez, e depois Públio Papírio e Sérvio Cornélio Maluginense.
O ano foi marcado pela disputa entre patrícios e plebeus sobre a questão dos cidadãos romanos caídos em escravidão por dívidas. Deste conflito se aproveitaram os prenestinos, que chegaram até a Porta Colina. Para tratar de derrotar o inimigo externo, mas ainda assim limitando os poderes dos tribunos da plebe, o Senado nomeou ditador Tito Quíncio Cincinato Capitolino, que levou os romanos à vitória.